# Глутенска атаксија
Глутенска атаксија је спорадична аутоимуна болест, која се карактерише церебеларним губитком могућности да се контролишу сви или неки вољни мишићни покрети. Узрокована је циркулишућим антиглијадинским антителима, у одсуству друге етиологије атаксије.

## Епидемиологија
Атаксија изазвана глутеном данас чини 40% атаксија непознатог порекла и 15% свих атаксија. Мање од 10% људи са глутенском атаксијом има било који гастроинтестинални симптом, а међу њима око 40% има цревна оштећења.

## Патогенеза
Патогенеза ове аутоимуне болести није у потпуности јасна, иако постоје одређени докази о унакрсној реакцији између антигених епитопа на Пуркињеовим ћелијама малог мозга и глутена.

## Клиничка слика
Клиничка слика глутенске атаксије најчешће се испољава као:
- изолована церебеларна атаксија,
- атаксија у комбинацији са миоклонусом, палаталним тремором или опсоклонус-миоклонусом (ређе).

Мање од 10% болесника има гастроинтестиналне симптоме, а трећина позитиван налаз ентеропатије на биопсијском налазу слузокоже танкога црева.
Болест почиње подмукло у око 50 години живота, са појавом атаксичног хода, а код већине болесника и атаксијом удова.

## Дијагноза
Анти-тТг2 ИгА антитела су позитивна код само 38% болесникаа, и то обично нижег нивоа у односу на CD пацијенте. Међутим за разлику од целијакије, антитела ИгГ класе против тТг2 су учесталија од ИгА класе антитела. 
Комбинација анти-тТг2 и анти-тТг6 је присутна у 85% болесника са атаксијом који имају позитивна АГА антитела. Имајући ово у виду код болесника са прогресивном церебеларном атаксијом треба обавезно спровести тестирање на глутенску преосетљивост мерењем титра АГА ИгА, ИгГ, анти-тТг2 и, ако је могуће, ИгГ и ИгА анти-тТг6.
Код болеснике са позитивним титром анти-тТг2 пожељно је обавити биопсији слузокоже танкога црева.

## Терапија
Безглутенска дијета се препоручује свим болесницима са позитивним антителима на глутенску преосетљивост, без обзира на присутност ентеропатије. Међутим терапија заснована на безглутенској дијети има различити резултате, у зависности од тога колико је времена прошло од појаве првих знакова атаксије до постављања дијагнозе.
Губитак Пуркињеових ћелија у церебелуму, као крајњи исход дуготрајне изложености глутену код болесника са глутенском атаксијом, је иреверзибилан процес и зато је важно што пре започети са лечењем.